# Furacão Bonnie (2022)
O furacão Bonnie foi um forte ciclone tropical que sobreviveu à passagem do Oceano Atlântico para o Oceano Pacífico, o primeiro a fazê-lo desde o furacão Otto em 2016.  Originou-se de uma forte onda tropical que se afastou da costa oeste da África em 23 de junho. Movendo-se com pouco desenvolvimento, apesar das condições favoráveis, o Centro Nacional de Furacões (NHC) começou a alertá-lo como Potencial Ciclone Tropical Dois no final de 27 de junho, devido à sua ameaça iminente à terra. Foi a segunda tempestade e nomeada da temporada de furacões no Atlântico de 2022; bem como a quarta tempestade nomeada, o terceiro furacão e o primeiro furacão maior da Temporada de furacões do Pacífico de 2022.
A perturbação finalmente se organizou na tempestade tropical Bonnie às 13h15 UTC de 1º de julho e fez breves aterrissagens na fronteira Costa Rica-Nicarágua com ventos de 50 mph (80 km/h). Mais tarde,  depois de cruzar a Nicarágua e a Costa Rica de leste a oeste em 2 de julho e se intensificar para um furacão de categoria 3 em 5 de julho. Bonnie enfraqueceu rapidamente, dissipando-se sobre o Pacífico Norte.
Ao menos 3.572 pessoas foram evacuadas na Costa Rica. As fortes chuvas causaram inundações e vários deslizamentos de terra, com 40 casas inundadas em Trinidad e Tobago. Um total de 5 pessoas foram mortas, e os danos foram estimados como mínimos.

## História da tormenta e trajetória incomum de Bonnie
As origens do furacão Bonnie podem ser atribuídas a uma onda tropical que surgiu na costa oeste da África em 23 de junho, rastreada pelo NHC. A onda teve condições excepcionalmente favoráveis na Região de Desenvolvimento Principal (MDR) para junho, já que o sistema emergiu muito ao sul e foi capaz de evitar algumas condições desfavoráveis, como uma camada de ar do Saara ao norte. A perturbação também foi localizada em uma área com temperaturas oceânicas de 82°F (28°C) e baixo cisalhamento do vento. Em 25 de junho, a onda tornou-se melhor definida: sua atividade limitada de chuvas e trovoadas aumentou à medida que se movia para oeste-noroeste em direção às ilhas de Barlavento mais ao sul. Devido à ameaça que o distúrbio representava para as Ilhas de Barlavento, foi designado como Potencial Ciclone Tropical Dois às 21:00 UTC de 27 de junho. Por volta dessa época, a aeronave de reconhecimento NOAA Hurricane Hunters encontrou uma área de ventos com força de tempestade tropical, apesar de não encontrar uma circulação fechada.
À medida que o sistema se aproximava das Ilhas de Barlavento, a circulação de nível médio foi deslocada e a convecção foi desorientada para uma linha leste-oeste. Ao cruzar as Ilhas de Barlavento na manhã de 29 de junho, a perturbação apareceu como um ciclone tropical em dados convencionais de satélite, exibindo grandes rajadas de convenção perto do centro e faixas de chuva proeminentes, acelerando para oeste a 23 nós (26 mph; 43 km/h). ). No entanto, observações de dados de micro-ondas ainda mostraram que a onda não tinha um centro bem definido ou uma estrutura de baixo nível. A perturbação então se moveu ao longo das Ilhas ABC e da costa norte da América do Sul, produzindo fortes chuvas em toda a região a partir de faixas de chuva em espiral.

Tempestade tropical Bonnie fazendo landfall perto da fronteira Costa Rica-Nicarágua em 2 de julho de 2022

Em seguida, centrou-se na Península de Guajira, na América do Sul. por volta das 09:00 UTC de 30 de junho; os níveis médios da perturbação também ficaram mais bem definidos. A convecção profunda associada ao sistema persistiu. Os dados de reconhecimento de caçadores de furacões confirmaram que a circulação havia se tornado bem definida. A perturbação se tornou uma tempestade tropical, recebendo o nome de Bonnie em 1º de julho às 13:15 UTC. De acordo com imagens de satélite, a tempestade ficou melhor organizada com convecção mais profunda no centro. Às 03:00 UTC de 2 de julho, Bonnie desembarcou perto da fronteira Costa Rica-Nicarágua. Na época, tinha ventos sustentados de 50 km/h (85 km/h). Após o landfall, Bonnie se moveu pela América Central, com as nuvens mais frias sobre o centro.
Às 15:00 UTC de 2 de julho, Bonnie atravessou a bacia do Pacífico, tornando-se o primeiro a sobreviver à passagem do Atlântico para o Pacífico desde o furacão Otto em 2016. O centro bem definido de circulação e bandas persistiram na tempestade várias horas depois. Imagens de micro-ondas indicaram que um núcleo interno se desenvolveu. Bonnie continuou a se organizar, com imagens de satélite mostrando uma forte banda convectiva nas porções ocidentais da tempestade. Bonnie se fortaleceu em um furacão de categoria 1 na escala Saffir-Simpson em 4 de julho, ao sul de Salina Cruz, Oaxaca, tornando-o o terceiro furacão da temporada de furacões do Pacífico. Nove horas depois, o olho irregular do ciclone se desenvolveu, visível nas imagens de satélite. Mais tarde naquele dia, Bonnie se intensificou em um sistema de Categoria 2 quando um núcleo interno e um olho distinto se tornaram aparentes e o fluxo de saída de nível superior tornou- se bastante bem definido.
A intensificação adicional foi brevemente interrompida por um aumento do cisalhamento do vento de norte a nordeste durante a noite de 4 a 5 de julho, mas logo foi retomado, e às 15:00 UTC de 5 de julho, Bonnie atingiu o pico de intensidade como um furacão de categoria 3 com ventos máximos sustentados de 115 mph (185 km/h) e uma pressão central mínima de 964 mbar (28.5 inHg) . Pouco depois, o padrão de nuvens de Bonnie se deteriorou e seu olho começou a se tornar menos definido, fazendo com que o ciclone enfraquecesse para uma intensidade de Categoria 2 às 03:00 UTC de 6 de julho. Bonnie começou a enfraquecer rapidamente devido ao cisalhamento do vento e às águas mais frias. Como resultado, o furacão enfraqueceu para a categoria 1 quando passou ao sul de Clarion Island em 7 de julho. O centro de circulação tornou-se incorporado com um pequeno e denso nublado central ao norte no início de 8 de julho, marcando a degradação de Bonnie para uma tempestade tropical. Às 21:00 UTC de 9 de julho, Bonnie degenerou em um ciclone pós-tropical. A baixa remanescente moveu-se para o oeste e se dissipou no norte do Pacífico em 11 de julho.

## Preparativos e estragos causados por Bonnie

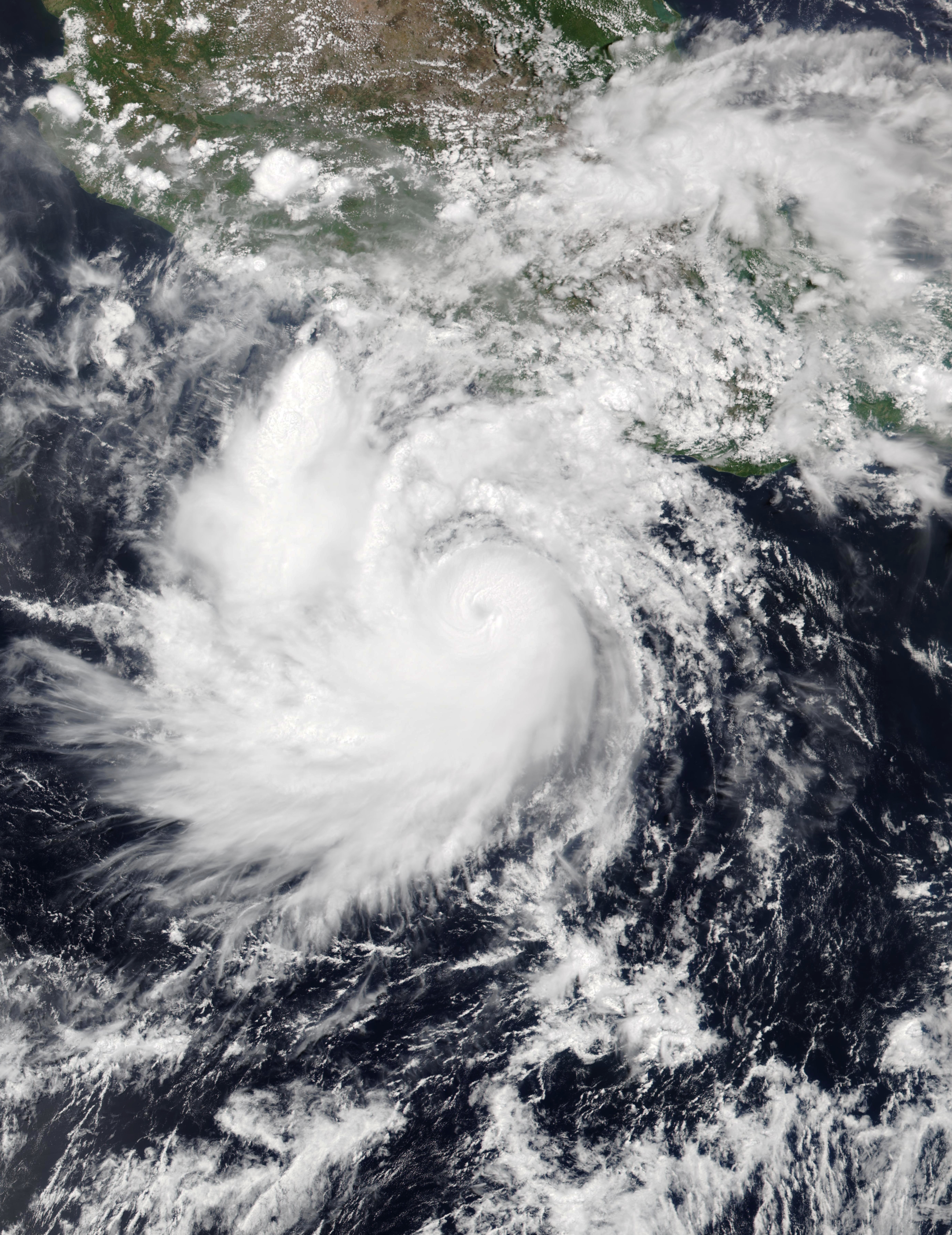
Furacão Bonnie no oeste do México em 4 de julho de 2022

Após a designação como um potencial ciclone tropical no final de 27 de junho, um Alerta de Tempestade Tropical foi postado para Trinidad e Tobago e Granada. Esses avisos foram cancelados às 09:00 UTC de 29 de junho.

### Trinidad e Tobago
Um alerta de tempestade tropical de nível laranja foi emitido pelo escritório nacional de meteorologia. As escolas foram fechadas em 28 de junho para alunos não-CAPE e foram retomadas no dia seguinte. Vários voos domésticos de e para os Estados Unidos, Barbados, Guiana, Jamaica, Suriname, St. Maarten e Curaçao pela transportadora Caribbean Airlines foram cancelados ou atrasados. O governo de Trinidad e Tobago permitiu que funcionários do setor público trabalhassem remotamente sob alertas climáticos. Os prédios do governo fecharam ao meio-dia de 28 de junho, mas vários comércios fecharam mais cedo. Os serviços de balsa para Tobago foram cancelados e a última balsa a sair para San Fernando partiu de Port of Spain na tarde de 28 de junho. Um total de 387 abrigos foram preparados para a tempestade, 712 funcionários municipais foram mobilizados para garantir a segurança dos veículos estacionados nessas instalações.
O arquipélago ficou com danos principalmente mínimos do potencial ciclone tropical, com algumas áreas recebendo fortes chuvas e inundações repentinas. Na ilha de Tobago, as agências de emergência receberam dois relatórios de danos no telhado, quatro de árvores caídas, um de acidente de veículo e uma casa desmoronada. Uma mulher de 79 anos que estava dentro da casa de madeira que desabou na manhã de 29 de junho escapou ilesa, mas perdeu todos os pertences de sua casa que ela possuía há mais de 20 anos. Os locais de nidificação das tartarugas -de-couro nas praias da Grande Riviere foram severamente afetados pelas águas da enchente, levando milhares de ovos. Pelo menos 40 casas na aldeia foram inundadas; inundando até 6 pés (1,82 m) de detritos orgânicos espalhados pela praia. Vários deslizamentos de terra e desmoronamentos ocorreram ao longo de uma estrada que liga as aldeias de Monte Vídeo e Matelot . Mais de 200.000 clientes em todo o país perderam o acesso à água potável, o que afetou 26 comunidades e várias estações de tratamento de água.

### México
O furacão Bonnie, como um sistema de categoria 3, levou as autoridades mexicanas a emitir alertas de fortes chuvas para os estados de Colima, Guerrero, Jalisco e Michoacán, à medida que avançava para o interior. Autoridades no México alertaram para fortes chuvas em vários estados e alertaram para ondas de até 3 a 5 metros nas costas dos estados de Oaxaca e Guerrero. Bonnie enfraqueceu para um furacão de categoria 1 e esperava-se que se tornasse uma tempestade tropical depois de ir para o norte, ao largo da costa de Cabo San Lucas, no estado de Baja California Sur.

### Outras áreas
Na Costa Rica, um total de 3.572 pessoas foram evacuadas em diferentes partes do país para abrigos, após registrar inundações e deslizamentos de terra. Além disso, 15 cantões estavam sob alerta vermelho, e 8.593 casas ficaram sem energia na Costa Rica. Em Granada, os fornecedores de eletricidade alertaram os cidadãos para se prepararem para quedas de energia e não tocarem nas linhas de energia derrubadas. Na província de Chiriquí, Panamá, várias famílias foram evacuadas devido a deslizamentos de terra e fortes chuvas. Na Colômbia, o governo alertou a Ilha de San Andrés, enquanto na vizinha Venezuela, aulas e voos foram suspensos. Enquanto isso, os governos da Nicarágua e Honduras emitiram alertas para todo o seu território sobre a tempestade. Na Nicarágua, as autoridades relataram quatro mortes em relação à tempestade. Bonnie também foi responsável por uma morte em El Salvador quando emergiu na bacia do Pacífico.